# Sciophila parahebes
Sciophila parahebes är en tvåvingeart som beskrevs av Zaitzev 1982. Sciophila parahebes ingår i släktet Sciophila och familjen svampmyggor.
Artens utbredningsområde är Québec. Inga underarter finns listade i Catalogue of Life.